# Call Me (Tweet)
Call Me è un brano musicale R&B della cantautrice statunitense Tweet, scritto dalla stessa interprete insieme a Missy Elliott e prodotto da Timbaland. Il brano fu pubblicato nel 2002 come secondo singolo estratto dall'album di debutto della cantante, Southern Hummingbird, ed entrò nella top10 della classifica R&B americana e nella top40 sia della classifica statunitense sia di quella inglese. Il brano è fortemente influenzato da sonorità etniche e mediorientali, come diverse altre produzioni di Timbaland dei primi anni 2000.

## Composizione e testo
Il brano fu composto in una sessione tra lo studio Westlake Audio di West Hollywood e il Manhattan Center di New York, con Tweet e Missy Elliott come autrici e Timbaland alla produzione. Il brano è costruito su una base composta da fiati che ripetono incessantemente un ritmo incalzante secondo una melodia mediorientale. La canzone è infatti fortemente pervasa da un'atmosfera etnica come molte altre produzioni di Timbaland uscite nello stesso periodo (come Big Pimpin' di Jay-Z, Get Ur Freak On di Missy Elliott o We Need a Resolution di Aaliyah), che hanno influenzato e ispirato enormemente la scena musicale R&B, Hip-Hop e Pop dei primi e di metà anni 2000. Il brano si apre con un intro cantato da Tweet che incita a ballare con i versi "shake it, shake it" e "bounce, bounce". Il testo riflette la frustrazione di una donna all'interno di una relazione poco soddisfacente; la protagonista del brano si rivolge a un amante segreto del passato, a cui chiede di chiamarla in qualsiasi momento per poter avere un rapporto sessuale.

## Video
Il videoclip del brano è stato diretto da Chris Robinson e segue il testo della canzone. Il video si apre con un colibrì, simbolo della cantante che dà anche il nome all'album di debutto, che entra dalla finestra nella camera da letto della cantante e del suo ipotetico compagno. La cantante viene svegliata dal colibrì, e si alza per recarsi alla porta, sul cui zerbino trova una busta con un cellulare che squilla. In seguito, durante la notte, la cantante indossa un abito da sera e si reca con un taxi in un club dove incontra l'amante segreto. Tra le sequenze principali mostrate, ce n'è una in cui Tweet appare di fronte al portone di un edificio dall'architettura mediorientale, indossando una lunga maglia nera a rete che lascia intravedere il reggiseno e gli shorts attillati. In un'altra sequenza che si ripete per tutto il video, la cantante, vestita con stivali, basco e gilet dello stesso colore consumato dal tempo, esegue una coreografia insieme a un corpo di danza formato da sole ragazze.

## Ricezione
Call Me è entrato nella top 10 della classifica R&B/Hip-Hop statunitense durante la sua dodicesima settimana di permanenza in classifica, il 29 giugno 2002, saltando dalla posizione numero 17 al numero 9. Il singolo ha passato un totale di 25 settimane nella classifica R&B/Hip-Hop, ed è stato inserito da Billboard nella lista dei 100 maggiori successi R&B/Hip-Hop del 2002 alla 45ª posizione.
Il singolo è entrato nella Hot 100 di Billboard, dove ha raggiunto la posizione numero 31 e ha speso un totale di diciannove settimane in classifica, come il singolo precedente. Call Me è il terzo singolo della cantante a essere entrato nella Hot 100, e il secondo come artista principale. Anche nella classifica del Regno Unito il singolo è entrato in top 40, dove ha raggiunto la posizione numero 35.

## Classifiche
| Classifica (2002)                               | Posizione |
| ----------------------------------------------- | --------- |
| Regno Unito                                     | 35        |
| U.S. Billboard Hot 100                          | 31        |
| U.S. Billboard Hot 100 Airplay                  | 31        |
| U.S. Billboard Hot R&B/Hip-Hop Singles & Tracks | 9         |
| U.S. Billboard Hot R&B/Hip-Hop Airplay          | 9         |
| U.S. Billboard Rhythmic Top 40                  | 19        |

## Tracce e formati
CD singolo
1. "Call Me" (C&J Radio Mix)
2. "Call Me" (Puffy Remix featuring The Hoodfellaz)
3. "Call Me" (LP Version)
4. Music Video

12"Vinile
1. "Call Me" (C&J Radio Mix)
2. "Call Me" (LP Version)
3. "Call Me" (P. Diddy Remix)
4. "Call Me" (P. Diddy Remix Instrumental)